# 美國職業摔角冠軍爭霸戰
美國職業摔角冠軍爭霸戰（英文：United States Wrestling Association，缩写：USWA）是部職業摔角節目。台灣木喬心動頻道曾於1996年間將其配音成中文播出，當中穿插大量的台語使得該節目的趣味性更是增加不少。

## 人物

### 轉播
- 麥克戴文
- 麥克勞力士

### 明星
- 天狗傑夫（Jeff Jarrett）
- 超級巨星比爾丹弟（Bill Dundee）
- 艾瑞克
- 德國仔（Dutch Mantell）
- 大狼狗（Junkyard Dog）
- 老頑童
- 蘋果先生
- 山本

- 田納西種馬

- 海蟑螂
- 垃圾魚

#### 破壞大隊
- 阿卡巴將軍
- 老K凱利昂
- 霹靂王勞勒（Jerry Lawler）
- 比利小子
- 傑夫給路
- 圓仔花

- 金靈妖女

## 相近節目
- 格鬥擂台（Fight Zone）

同樣原班人馬配音的節目，約於1997年間於衛視中文台播出。